# Бортюк Олександр Степанович
Олекса́ндр Степа́нович Бортю́к (23 лютого 1965, село Колосівка Полонського району Хмельницької області) — український бобслеїст, майстер спорту міжнародного класу.

## Біографічні відомості
Закінчив факультет фізичного виховання Кам'янець-Подільського педагогічного інституту (нині Кам'янець-Подільський національний університет імені Івана Огієнка). Працює викладачем Хмельницької гуманітарно-педагогічної академії.[джерело?]

## Спортивні досягнення
Був чемпіоном СРСР. Учасник двох зимових Олімпійських ігор: 1992 брав участь в XVI олімпійських іграх в Альбервілі (Франція) у складі збірної команди СНД (19-е місце), 1994 — в XVII Олімпійських іграх в Ліллегаммері (Норвегія) в складі збірної команди України (27-місце в складі четвірки).[джерело?]